# Lahat
Lahat (ang. Laser Homing Attack Missile, hebr. לַהַט, dosł. płomień) – izraelski naprowadzany laserowo pocisk przeciwpancerny. Prace nad jego projektem rozpoczęto w Israel Aerospace Industries w 1992 roku. Pocisk może być wystrzeliwany zarówno z lądu, powietrza i wody z wyrzutni o różnych konfiguracjach. Produkcja jest prowadzona na użytek krajowy (Armię Obrony Izraela) oraz na eksport (Siły Zbrojne Azerbejdżanu oraz Indyjskie Siły Zbrojne).   

## Historia konstrukcji
Prace nad projektem rozpoczęto w 1992 roku w MBT Systems Division, która wchodzi w skład IAI. Początkowo pocisk miał być przeznaczony dla armat czołgowych kalibru 105 mm i 120 mm (Merkawa). Miał on stanowić amunicję mogącą niszczyć czołgi nowej generacji oraz konstrukcje zimnowojenne. Lahat miał także stanowić broń przeciw śmigłowcom. Projektanci zapewniali, że pociski Lahat będą mogły zwiększyć skuteczność szkolenia załóg czołgów w ramach sniper marksmanship training z 90% do 95%. W 1998 roku przedsiębiorstwo IAI ogłosiło, że w ramach kontraktu z armią opracowało naprowadzany laserowo pocisk, mogący stanowić amunicję dla czołgów. Zastosowanie pocisków Lahat dla dział kal. 105 mm uzasadniano ofertą dla państw posiadających już czołgi z armatami tego kalibru, a które chciałyby zwiększyć siłę ognia pojazdów. Szacowano, że potencjalny koszt pocisku (ok. 20 000 dolarów amerykańskich) będzie alternatywą dla kosztownych wymian lub projektów systemów kierowania ogniem czy armat. Zastosowanie pocisków Lahat wymaga wprowadzenia w czołgach niewielkich zmian. Należy zamontować moduł LRF, który integruje się z komputerem pokładowym i celownikiem dowódcy, który może dzięki temu kierować pociskiem po jego wystrzeleniu. Lahat może ostrzeliwać cele będące w zasięgu linii wzroku (LOS) lub też poza linią wzroku (NLOS). Pocisk ma standardową łuskę, w której znajduje się ładunek pozwalający na wystrzelenie pocisku z lufy. Po jej opuszczeniu rozkładają się cztery lotki, ułatwiające sterowanie i stabilizujące pocisk w locie, a także uruchamia się silnik prowadzący Lahat do celu.  
Na początku XXI wieku IAI rozpoczęła testy użycia pocisków Lahat przez śmigłowce, Mi-8/17, MD530 i indyjski HAL Dhruv.
W 2005 roku odbyły się testy poligonowe mające na celu zaprezentowanie pocisków przedstawicielom Indii i Chile.
W 2010 roku zakończono sukcesem testy wykorzystania Lahat przez posiadany przez Izrael śmigłowiec Bell AH-1 Cobra.
W 2011 roku zaprezentowano wersję wyrzutni Lahat dla okrętów wojennych. 
W 2014 roku IAI pomyślnie przeprowadziła testy wykorzystania wyrzutni pocisków Lahat w śmigłowcach. Wskazały one, że pociski te mogą skutecznie razić cele statyczne i w ruchu, będące w odległości 10 km od śmigłowca. Strzelania odbyły się z wysokości w przedziale od 300 do 6000 stóp wysokości. Testy wykazały, że pociski mogą być odpalane i naprowadzane przy pomocy systemów zamontowanych w śmigłowcach oraz przy udziale naziemnego zespołu naprowadzającego wiązką laserową.  
Pocisk w ofercie dla państw Ameryki Południowej nosi nazwę Nimrod.

## Dane taktyczno-techniczne
Zasięg:
- wg specyfikacji producenta 8 km, w 2014 roku przeprowadzone testy pokazały, że pocisk może razić skutecznie cele oddalone o 10 km[5].

Waga:
- 12,5 kg - pocisk,

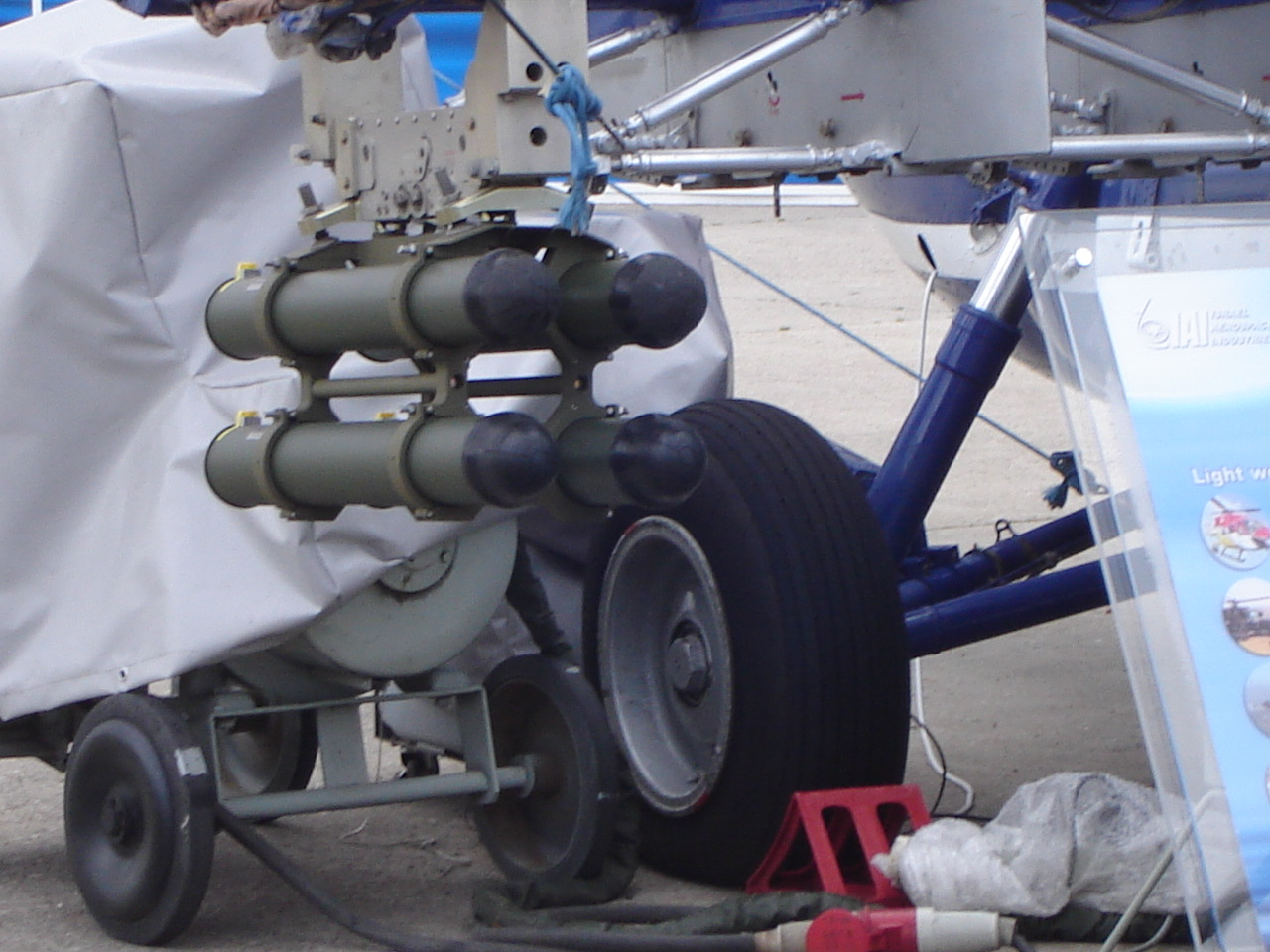
Wyrzutnia pocisków Lahat w śmigłowcu Mi-17

- 13 kg - wyrzutnia dla dwóch pocisków / 80 kg wyrzutnia z pociskami,
- 22 kg - wyrzutnia dla czterech pocisków.

Długość pocisku:
- 975 mm

Dokładność trafienia celu:
- do 0,7 m.

System naprowadzania:
- półaktywne naprowadzanie laserowe.

Typy głowicy pocisku:
- tandemowa przeciwpancerna (zdolna przebić pancerz grubości do 800 mm),
- penetrująco-odłamkowa.

Zastosowanie:
- armaty czołgowe kal. 105 mm i 120 mm,
- bezzałogowe statki latające,
- śmigłowce,
- wyrzutnie na pojazdach opancerzonych, zestawy przeciwlotnicze,
- okręty wojenne.

## Użytkownicy
- Siły Zbrojne Azerbejdżanu

W 2013 roku Azerbejdżan zamówił 100 sztuk pocisków Lahat.
- Indyjskie Siły Zbrojne

W 2012 roku pojawiła się informacja, że pociski Lahat zostały zakupione przez Indie jako amunicja do czołgów Arjun.
- Armia Obrony Izraela

W izraelskiej armii pociski Lahat stanowią amunicję dla czołgów Merkawa Mk 3 i Mk 4.